# Bolgatanga
Bolgatanga (het betekent "Steen-stad", "bolga" betekent in het Gurune: steen) is de hoofdstad van de Ghanese Upper East Region - de meest noordoostelijke provincie van het land. De stad, die volgens de Bradt Guide van 2003 70.000 inwoners telde, is ontstaan als een marktplaats aan de zuidkant van de Transsahara-handelsroutes die door de eeuwen heen garant hebben gestaan voor een levendige handel - en voor culturele beïnvloeding van de aan de Sahara grenzende delen van Sub-Saharisch Afrika door de Arabisch-islamitische culturen van Noord-Afrika en het Midden-Oosten.
Bolgatanga is half islamitisch, half christelijk. Er staat een grote en druk bezochte kathedraal (de Sacred Heart Cathedral, centrum van het bisdom Bolgatanga-Navrongo, maar in de stad zijn ook veel moskeeën te vinden. De markt is ook heden ten dage nog de grootste en meest gevarieerde in de regio. Handelaars reizen vaak dagen, vanuit de verre omgeving (onder andere vanuit Burkina-Faso dat ongeveer 40 kilometer ten noorden van Bolgatanga ligt), om op marktdagen (om de drie dagen) hun waar te kunnen verkopen.
Tamale is de grootste stad van Noord-Ghana, met een inwonertal van ongeveer 200.000, maar ook Bolgatanga is groeiende. Kenmerkend voor dit type steden is de grote oppervlakte en de sterk verspreide ligging van de huizen. Alleen in het centrum is enige hoogbouw te vinden, maar ook dit is zelden hoger dan een verdieping of drie. Het aantal internetcafés, fastfoodrestaurants en andere "westerse" ondernemingen neemt de laatste jaren steeds sneller toe.
Toch blijft in wezen Bolgatanga een simpele provinciehoofdstad, een vergrote versie van de andere dorpen in de regio. De stad is het centrum van Gurenseland, de streek waar de Gurensi leven, een volk dat door de Britten wel de Frafra werd genoemd, naar het woord (farafara) waarmee de Gurensi de kolonisator welkom heetten. Gurenseland kent vijf paramount chiefs, dat zijn chiefs die formeel gezien niemand boven zich hebben (ook de Ghanese president niet) en de meerdere zijn van de "gewone" chiefs uit de omringende dorpen. Deze traditionele leider vervult vooral bestuurlijke taken en heeft enkele rechterlijke functies. Uiteraard kent de regio ook een afgevaardigde van de regering, en kiest zij haar eigen parlementsleden voor de landelijke vertegenwoordiging, maar het bestuur is in Gurenseland nog grotendeels gebaseerd op traditionele structuren. Er is dus een chief voor de bestuurlijke en rechterlijke taken en een landpriester (tindaana) voor religieuze zaken - die ook vaak overlappen met bestuurlijke en juridische kwesties. Wie geen traditionele religie aanhangt, maar moslim is of christen, kan zich deels aan deze hiërarchie onttrekken.
Bolgatanga is bereikbaar vanuit het zuiden door in Tamale een trotro (een gammel busje) te nemen dat je in twee tot vier uur naar Bolgatanga brengt. Wie vanuit Bolgatanga een lange reis wil maken naar een andere provincie, zal bijna altijd via Tamale moeten reizen.